# Télétactica
Télétactica est une série télévisée d'animation française en 130 épisodes de 5 minutes, créée par Albert Champeaux et Jean-Paul Blondeau, réalisée par Olivier Champeaux et diffusée à partir du 23 juin 1982 sur Antenne 2 dans l'émission Récré A2.

## Synopsis
Le spectateur devait aider des créatures vertes dans leur voyage galactique.
Tactimor et Téline voyagent dans le temps à bord de l'Orion. Ils sont secondés par les « Verts », quatre petits personnages qui ont chacun une tâche différente (le Mécanicien, le Navigateur, l'Archéo et l'Avertisseur).
L'équipage de l'Orion est à la recherche des « mémoires volées » qui contiennent le savoir. Il voyage dans le temps pour récupérer des informations. Cette partie des scénarios permettait de donner des informations historiques sur certaines époques.
Le pirate Crodogang, accompagné de son robot Minor, essaie, à bord de son vaisseau spatial, de s'emparer des mémoires. Il est aidé par les « Malfaisants », cousins noirs des « Verts ».

## Distribution des voix
- Hubert Godon puis Jean-Pierre Chevallier : L'aiguilleur du temps
- Érik Colin : Tactimor
- Michel Elias : Les Verts / Crodogang / Minor
- Danièle Gueble : Téline

## Musiques
La chanson du générique, La Ballade de l'Orion, était interprétée par Julie Bataille, sur un texte d'Albert Champeaux et une musique de Jo Akepsimas. 
Antenne 2 et le label Studio SM ont produit en 1982 un disque 45 tours intitulé Télétactica - bande originale contenant le générique et trois autres chansons : La Complainte de Minor, La Chanson des Verts et Crodogang ainsi qu'un 33 tours intitulé Télétactica - Les mémoires volées comportant 12 morceaux. Le label Balthazar Music a sorti en 2014 un CD audio de 20 morceaux remastérisés.

## Description
- Il s'agit d'une des premières émissions interactives : le spectateur devait coller des "télétacs", formes géométriques achetées préalablement ou découpées dans des sacs en plastique, sur la télévision (grâce à l'électricité statique), à certains moments afin de figurer un objet utile à l'action.
- La réalisation assez économique faisait appel à la technique du « Transflex » qui permettait d'incruster des personnages sur des dessins. Il s'agissait d'une projection via un système de miroirs à 45° qui se trouvaient parfaitement alignés devant l'objectif de la caméra (16 mm image par image). L'écran, qui se trouvait derrière le plateau qui supportait les personnages, renvoyait 100 % de la lumière qu'il recevait. Les décors étaient ainsi projetés dans l'axe de l'objectif, annulant, dans le principe, toutes les ombres.

## Produits dérivés
Le principal produit dérivé de la série était la pochette de télétacs, des formes en vinyle souple découpées prêtes à être utilisées pendant la diffusion, commercialisées sous licence par Jura Castor et disponibles chez les marchands de journaux.
Peu d'autres jouets ont été produits à la marque Télétactica : deux puzzles MB et trois masques César : un Vert, Tactimor et Téline.